# Bion (satélite)

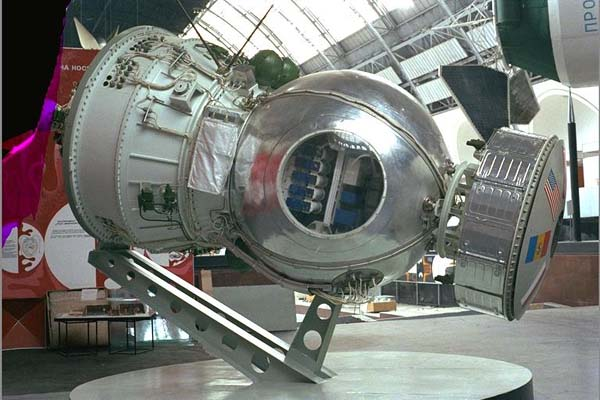
Um satélite Bion em exibição.

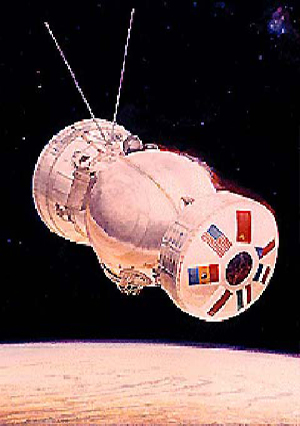
Concepção artística de um satélite Bion em órbita.

Os satélites Bion, ou programa espacial Bion em russo Бион, 
também conhecido como Biocosmos, foi um conjunto de biosatélites desenvolvidos e utilizados pela União Soviética, mais tarde CEI, que fizeram parte da série de satélites Kosmos.

## Bion
O programa de biosatélites soviético teve início em 1966 na missão designada: Kosmos 110. O próximo voo desse programa, só veio a ocorrer em 1973 com o Kosmos 605, agora com a denominação específica Bion 1, formalmente atribuída.
A série Bion de satélites, era fabricada pela TsSKB, sendo os experimentos biológicos, que faziam uso de: primatas, roedores, insetos, células e plantas, projetados e conduzidos pelo Instituto de Problemas Médicos e Biológicos. A plataforma dos satélites Bion, era baseada na Zenit, e os lançamentos regulares se iniciaram em 1973, com o objetivo primário de estudar os efeitos de radiação em seres humanos. Além das missões identificadas como Bion, alguns voos do satélite Zenit 2M, levaram um módulo autônomo externo chamado Nauka, com capacidade de 90 kg de carga útil biológica.
Cooperações entre Estados Unidos e União Soviética nessa área começaram a ser negociadas em 1971, com a assinatura de de um acordo de ciências aplicadas que incluia cooperação em pesquisas espaciais. A União Soviética se ofereceu para lançar experimentos biológicos dos Estados Unidos nos seus biosatélites em 1974, apenas cinco anos depois do término do programa de biosatélites Norte americano. A proposta foi aceita e efetivada em 1975, quando a primeira missão conjunta Soviético/Americana ocorreu na missão Kosmos 782.
A cooperação com os Soviéticos nessa área permitiu aos Estados Unidos, acesso a uma plataforma fundamental para experimentos biológicos e biomédicos no espaço em órbita terrestre baixa. A NASA, participou de 9 das 11 missões Bion. A participação da NASA nesse programa se encerrou com a missão Bion 11 lançada em Dezembro de 1996. Essa colaboração resultou na execução de mais de 100 experimentos, metade de todos os experimentos Norte americanos nessa área com espécimes não humanos.
A duração das missões variava entre cinco dias na Bion 6 e vinte e dois dias na Bion 1.

## Bion-M
Em 2005, o programa Bion foi retomado, passando a usar uma plataforma reformulada e modernizada, chamada Bion-M o primeiro voo estava inicialmente previsto para 2010.
Notícias recentes dão conta de que a nova data prevista para o lançamento é Abril de 2013.
No primeiro voo dessa nova série, Bion-M 1, está previsto um experimento do DLR envolvendo um aquário.

## Voos

### Missões Bion
- Kosmos 110, 1966
- Bion 1, Kosmos 605, 1973
- Bion 2, Kosmos 690, 1974
- Bion 3, Kosmos 782, 1975
- Bion 4, Kosmos 936, 1977
- Bion 5, Kosmos 1129, 1979
- Bion 6, Kosmos 1514, 1983
- Bion 7, Kosmos 1667, 1985
- Bion 8, Kosmos 1887, 1987
- Bion 9, Kosmos 2044, 1989
- Bion 10, Kosmos 2229, 1992
- Bion 11, 1996.

### Missões Bion-M
- Bion-M 1